# Lliga Federalista de Bretanya
La Lliga Federalista de Bretanya (bretó Breiz Kevredel) fou un moviment federalista bretó sorgit després del Congrés del Partit Autonomista Bretó d'11 d'abril de 1931, on el sector independentista fundà el Partit Nacional Bretó i el sector federalista fundà la Lliga. Entre els seus constituents hi havia Maurice Duhamel, Morvan Marchal, Yann-Morvan Gefflot, Goulven Mazéas, René-Yves Creston, Le Men i Abeozen. El seu símbol era el hevoud (símbol precèltic en forma d'esvàstica). La seva revista era La Bretagne fédérale (Breiz kevredel), fundada el 1931 per Morvan Marchal, declinació "esquerrana" de la política de Breiz Atao.
Aquest moviment desaparegué el 1935-1936. Molts dels seus membres després col·laboraren en Socors Roig i en els Comitès Antifeixistes. Ha estat continuat pel Moviment Federalista Bretó, que va constituir Morvan Marchal, Gestalen, Francis Bayer du Kern, Goulven Mazéas i Rafig Tullou.

## Publicacions
- La Bretagne Fédérale, revista de la Lliga Federalista de Bretanya